# Ned Herrmann
William Edward „Ned“ Herrmann (* 1922; † 24. Dezember 1999) ist für seine Forschung im Bereich des kreativen Denkens und die Entwicklung des Vier-Quadranten-Modell des Gehirns bekannt.

## Leben
An der Cornell University studierte er Physik und Musik. 1970 wurde er Leiter der Manager-Ausbildung von General Electric. Seine Hauptaufgabe war das Trainingsprogramm neu zu gestalten, um die Produktivität, Motivation und Kreativität des Einzelnen aufrechtzuerhalten oder zu steigern.
Ned Herrmann entwickelte mit seinem Vier-Quadranten-Modell des Gehirns eine moderne Typenlehre auf Grundlage der Neurowissenschaften. Mit diesem Modell erforschte er die unterschiedlichen Denkstile von Versuchsteilnehmern systematisch. Er fand dabei vier Hauptrichtungen der Denkstile: analytisch – organisatorisch – emotional – visionär. Mit Unterstützung von General Electric entwickelte er auf dieser Basis den Test Herrmann Brain Dominance Instrument (HBDI), der zur Beurteilung von Persönlichkeiten und zum Kooperationstraining verwendet wird. Herrmann gründete nach seinem Ausscheiden bei General Electric das Herrmann International-Institut, das sich unter Verwendung des Tests auf Consulting für Einzelpersonen und Organisationen spezialisiert hat.
Herrmann's Beitrag zur Gehirnforschung brachte ihm weltweite Anerkennung. Im Jahr 1992 erhielt er den Distinguished Contribution to Human Resource Development Award von ASTD. 1993 wurde er zum Präsidenten der American Creativity Association gewählt. Im Mai 1995 verlieh ihm die University of Alaska Fairbanks einen Ehrendoktor.

## Werke
- Das Ganzhirn-Konzept für Führungskräfte: welcher Quadrant dominiert Sie und Ihre Organisation? Ueberreuter: Wien 1997, ISBN 3-7064-0282-3
- Kreativität und Kompetenz. Das einmalige Gehirn. Mit dem Originalfragebogen. Paidia Verlag: Fulda 1991, ISBN 3-89459-008-4
- Creative Brain. Brain Books: Lake Lure (N.C.) 1989, ISBN 978-0-944850-01-5